# مونتيفريو
بلدية مونتيفريو (بالإسبانية: Montefrío) هي بلدية تقع في مقاطعة غرناطة التابعة لمنطقة أندلوسيا جنوب إسبانيا.

## الديموغرافيا
بلغ عدد سكان بلدية مونتيفريو 6.152 نسمة عام 2011 (وفقاً للمعهد الوطني الإسباني للإحصاء).
| 7.426 | 7.028 | 6.593 | 6.520 | 6.400 | 6.282 | 6.152 |